# 小行星10523
小行星10523（10523 D'Haveloose）是一颗绕太阳运转的小行星，为主小行星带小行星。该小行星于1990年9月22日发现。

## 轨道参数
小行星10523的轨道半长轴为2.2766837 UA，离心率为0.065。